# سنگ صابون

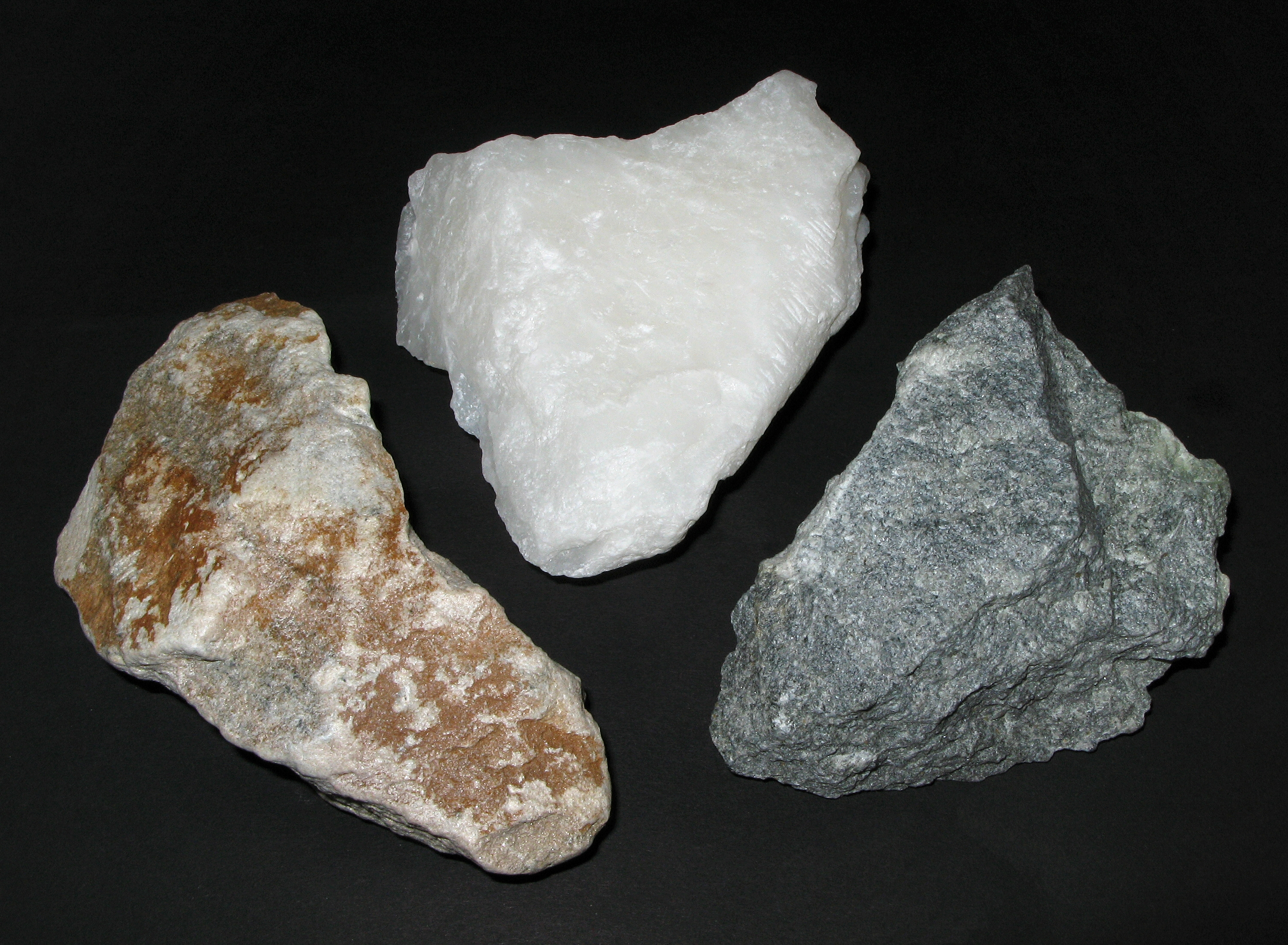
انواع سنگ صابون

سنگ صابون (انگلیسی: Soapstone) معروف به سنگ هرکاره یک نوع سنگ دگرگونی است که عمدتاً از کانی طلق (تالک) تشکیل شده و به دلیل داشتن مقادیر زیادی تالک، نرم و قابل تراش است. رنگ سنگ صابون معمولاً خاکستری، سبز، یا مایل به آبی است، اما می‌تواند در رنگ‌های دیگری مانند قهوه‌ای، سیاه، یا سفید نیز یافت شود.
سنگ صابون یک ماده طبیعی است که به شکل توده یا ورقه‌ای یافت می‌شود و بسته به ترکیباتش، می‌تواند کانی یا سنگ باشد. جزء اصلی آن تالک است که باعث نرمی و قابلیت تراش آن می‌شود. در بسیاری از معادن، کانی‌های دیگری مثل منیزیت، سرپانتین و انواع کلریت نیز در کنار تالک وجود دارند که رنگ و طرح سنگ صابون را تحت تأثیر قرار می‌دهند.
سنگ صابون آب‌گریز است و در لمس، حس صابونی یا چرب دارد و به همین دلیل این نام را به خود گرفته است. این سنگ به دلیل نرمی و سهولت در تراشیدن، از زمان‌های قدیم در خاور نزدیک، مصر، چین و اسکاندیناوی برای ساخت مهر، مجسمه و وسایل مختلف خانگی مانند ظروف و ابزار آشپزی استفاده می‌شده است.
سنگ صابون خالص تا ۱۰۰ درصد از تالک تشکیل شده و به راحتی با ناخن خراشیده می‌شود. اما بسیاری از انواع سنگ صابون تنها حدود ۴۰ تا ۵۰ درصد تالک دارند و بقیه ترکیباتشان را کانی‌های دیگری مثل منیزیت و پنین تشکیل می‌دهند. این نوع سنگ صابون‌ها به سختی با ناخن خراشیده می‌شوند یا اصلاً خراشیده نمی‌شوند.

## ویژگی‌ها
- نرمی و قابلیت تراش: به راحتی با ابزارهای دستی تراشیده و شکل داده می‌شود.
- مقاومت در برابر حرارت: در برابر حرارت بالا مقاوم است و به همین دلیل برای ساخت اجاق‌ها، شومینه‌ها، و ظروف پخت و پز استفاده می‌شود.
- غیر متخلخل: به دلیل عدم تخلخل، در برابر لکه‌ها و باکتری‌ها مقاوم است و به همین دلیل برای ساخت سطوح آشپزخانه و آزمایشگاه‌ها مناسب است.
- ظرفیت حرارتی بالا: گرما را به خوبی حفظ می‌کند و به آرامی آزاد می‌کند.

خواص فیزیکی:
سختی Mohs: 1 (100% تالک)
چگالی: ۲٫۷۵ گرم بر سانتی‌متر مکعب
هدایت حرارتی: λ = 3.3 W/(K·m) (در دمای ۲۰ درجه سانتیگراد)
مقاومت الکتریکی ویژه: ρ = ۱۰۱۱ Ω·m²/m (در دمای ۲۰ درجه سانتیگراد)؛ ρ = ۱۰۳ تا ۱۰۵ Ω·m²/m (در دمای ۶۰۰ درجه سانتیگراد)
ظرفیت گرمایی ویژه: c = 0.98 kJ/(kg·K) یا 0.98 J/(g·K)
در کاربردهای صنعتی، سنگ صابون به سنگ‌های ابعادی اطلاق می‌شود که از سنگ آمفیبول-کلریت-کربنات-تالک، سنگ تالک-کربنات یا به سادگی سنگ تالک تشکیل شده است و به شکل صفحات اره شده فروخته می‌شود. «سنگ صابون آسیاب شده» گاهی اوقات به محصول زائد آسیاب شده تولید تخته سنگ اشاره دارد. از نظر سنگ‌شناسی، سنگ صابون عمدتاً از تالک تشکیل شده است، با مقادیر متفاوتی از کلریت و آمفیبول‌ها (معمولاً ترمولیت، آنتوفیلیت و کامینگتونیت، از این رو نام منسوخ آن، منیزوکومینگتونیت) و اثری از اکسیدهای آهن-کروم جزئی. این می‌تواند شیستوز یا توده‌ای باشد. سنگ صابون از دگرگونی پروتولیت‌های اولترامافیک (مانند دونیت یا سرپانتینیت) و متاسوماتیسم دولومیت‌های سیلیسی تشکیل می‌شود.
از نظر جرم، استئاتیت «خالص» تقریباً ۶۳٫۳۷٪ سیلیس، ۳۱٫۸۸٪ منیزیم و ۴٫۷۴٪ آب است. معمولاً حاوی مقادیر کمی از اکسیدهای دیگر مانند CaO یا Al2O3 است.
پیروفیلیت، یک کانی بسیار شبیه به تالک، گاهی اوقات به معنای عمومی سنگ صابون نامیده می‌شود، زیرا ویژگی‌های فیزیکی و کاربردهای صنعتی آن مشابه است، و به این دلیل که معمولاً به عنوان ماده کنده‌کاری نیز استفاده می‌شود. با این حال، این کانی معمولاً حس صابونی مانند سنگ صابون را ندارد.

## کاربردها
- مجسمه‌سازی و کنده‌کاری: به دلیل نرمی و سهولت در تراش، برای ساخت مجسمه‌ها و کنده‌کاری‌ها استفاده می‌شود.
- ساخت ظروف پخت و پز: به دلیل مقاومت در برابر حرارت و عدم تخلخل، برای ساخت ظروف پخت و پز مانند قابلمه و تابه استفاده می‌شود.
- سطوح آشپزخانه و آزمایشگاه: به دلیل مقاومت در برابر لکه‌ها و باکتری‌ها، برای ساخت سطوح آشپزخانه و آزمایشگاه‌ها استفاده می‌شود.
- شومینه و اجاق: به دلیل مقاومت در برابر حرارت، برای ساخت شومینه و اجاق استفاده می‌شود.
- گرم‌کننده‌های دست و پا: به دلیل ظرفیت حرارتی بالا، برای ساخت گرم‌کننده‌های دست و پا استفاده می‌شود.

## رنگ‌ها
رنگ‌های رایج سنگ صابون سفید، بنفش، صورتی، سبز، خاکستری، سیاه، قهوه‌ای و آبی هستند، اما در سایه‌های مختلفی وجود دارند و نمی‌توان آن‌ها را به یک رنگ خاص محدود کرد. انواع مرمری چند رنگ سنگ صابون هم وجود دارند که گاهی اوقات دارای اجزای سخت‌تری هستند و برای تراشکاری یا پردازش ماشینی مناسب نیستند. این نوع سنگ صابون‌ها اغلب خاصیت مغناطیسی دارند و می‌توانند بر روی سوزن قطب‌نما تأثیر بگذارند.

## نام
نام سنگ صابون به دلیل حس چربی که در لمس ایجاد می‌کند و درخشندگی چرب مانندش به آن داده شده است. در برخی مناطق سوئیس و ایتالیا، این سنگ با نام Lavezstein یا Lavetzstein شناخته می‌شود که به معنای «سنگ قابلمه» است، زیرا در گذشته از آن برای ساخت ظروف آشپزی استفاده می‌شده است.
تعاریف اصطلاحات "steatite" (استئاتیت) و "soapstone" (سنگ صابون) با توجه به زمینه مطالعه متفاوت است. در زمین‌شناسی، استئاتیت سنگی است که تا حد زیادی از تالک تشکیل شده است. صنعت معدن، استئاتیت را به عنوان یک سنگ تالک با خلوص بالا تعریف می‌کند که برای ساخت عایق‌ها مناسب است؛ درجات پایین‌تر این کانی را می‌توان به سادگی "سنگ تالک" نامید. استئاتیت می‌تواند هم به صورت توده ("استئاتیت بلوکی"، "استئاتیت گدازه‌ای"، "تالک درجه گدازه") و هم به صورت پودر استفاده شود. در حالی که زمین‌شناسان منطقاً از "استئاتیت" برای اشاره به هر دو شکل استفاده می‌کنند، در صنعت، "استئاتیت" بدون توضیحات اضافی معمولاً به معنای استئاتیتی است که قبلاً آسیاب شده یا قرار است در آینده به صورت پودر استفاده شود. اگر استئاتیت پودر شده به بلوک‌ها فشرده شود، به آنها "استئاتیت بلوکی مصنوعی"، "استئاتیت بلوکی مصنوعی" یا "تالک گدازه مصنوعی" می‌گویند.

## پیشینهٔ استفاده
در اروپا، سنگ صابون در مناطق مختلفی از جمله آلپ غربی و جنوبی استخراج می‌شده است. یکی از مراکز مهم استخراج این سنگ، دره وال لاویزیارا (Val Lavizzara) در شمال تیچینو (Ticino) بوده است. در این منطقه، نام خانوادگی لاویزیاری (Lavizzari) به ثبت رسیده است که احتمالاً به دلیل ارتباط با این سنگ و استفاده از آن در ساخت ظروف و وسایل آشپزخانه به این نام معروف شده‌اند.
در گذشته، از سنگ صابون برای ساخت دیگ‌های بزرگ پخت و پز و شستشو استفاده می‌شده است. به همین دلیل، در برخی مناطق به آن "سنگ قابلمه" یا "Lavezstein" می‌گفتند. در قرن سیزدهم، این اصطلاح به دیگ‌های فلزی ساخته شده از برنز و مس نیز اطلاق می‌شد.
در قرون وسطی، تولید قابلمه و ظروف آشپزخانه از سنگ صابون به اوج خود رسید. علاوه بر این، از سنگ صابون برای ساخت سینک و وان‌های شستشو نیز استفاده می‌شد. به همین دلیل، در برخی مناطق، این سنگ به "سنگ شستشو" یا "Lavabo" نیز معروف بود.
در گذشته، صنعتگران دوره‌گرد، اصطلاح "Lavetzstein" (سنگ قابلمه) را در مناطق مختلف آلپ جنوبی رواج دادند. این اصطلاح به مرور زمان به "سنگ صابون" تغییر یافت.
سنگ صابون علاوه بر استفاده در ساخت ظروف آشپزخانه و وسایل شستشو، در مراسم مذهبی نیز کاربرد داشته است. به عنوان مثال، از آن برای ساخت فونت‌های غسل تعمید و آب مقدس استفاده می‌شده است.
در گذشته، از پودر سنگ صابون که در هنگام تراشکاری و پردازش سنگ به دست می‌آمد، برای تولید پودر صابون استفاده می‌شد. این پودر به دلیل خاصیت چربی‌زدایی و تمیزکنندگی، در شستشوی لباس‌ها و از بین بردن لکه‌های چربی کاربرد داشت.
به‌طور کلی، سنگ صابون به دلیل خواص منحصر به فرد خود، در طول تاریخ کاربردهای متنوعی داشته است و در زندگی روزمره و مذهبی مردم نقش مهمی ایفا کرده است.